# Байкент
Байкент (каз. Байкент) — село в Илийском районе Алматинской области Казахстана. Административный центр и единственный населённый пункт сельского округа Байкент. Код КАТО — 196855100.
В 2024 году село Чапаево было переименовано в село Байкент.

## Население
В 1999 году население села составляло 4705 человек (2240 мужчин и 2465 женщин). По данным переписи 2009 года, в селе проживало 7307 человек (3529 мужчин и 3778 женщин).